# Lilian Lee
Lilian Lee, pseudonimo di Li Pi-Hua (李碧華), nata Li Pak (李白) (cinese tradizionale: 李碧華; pinyin: 李碧华; Hong Kong, 1959), è una scrittrice e sceneggiatrice cinese.

## Biografia
Nata e cresciuta a Hong Kong, nel corso della sua carriera ha lavorato come giornalista, sceneggiatrice televisiva e curatrice di spettacoli di danza.
Autrice di numerosi romanzi molto popolari nei paesi di lingua cinese, le sue opere sono state spesso trasposte in peliicole cinematografiche.
Dal suo romanzo di successo Addio mia concubina pubblicato in patria nel 1985 è stato tratto l'omonimo film, Palma d'oro per il miglior film al 46º Festival di Cannes.

## Opere tradotte in italiano

### Romanzi
- Addio mia concubina (霸王别姬, 1985), Milano, Frassinelli, 1993 traduzione di Lucia Panelli ISBN 88-7684-265-9.

## Filmografia parziale
- Addio mia concubina (Bàwáng Bié Jī), regia di Chen Kaige (1993)
- Dumplings (Gauu ji), regia di Fruit Chan (2004)

## Premi e riconoscimenti
- Hong Kong Film Award for Best Screenplay: 1985 vincitrice con Rouge